# میدریج
میدریج (به انگلیسی: Middridge) یک روستا و محله مدنی در بریتانیا است که در County Durham واقع شده‌است. میدریج ۳۱۲ نفر جمعیت دارد.